# 1135 Колхида
1135 Колхида (1135 Colchis) — астероїд головного поясу, відкритий 3 жовтня 1929 року.
Тіссеранів параметр щодо Юпітера — 3,370.